# Faizon Love
Faizon Love, pseudonimo di Langston Faizon Santisima (Santiago di Cuba, 4 giugno 1968), è un attore cubano naturalizzato statunitense.

## Filmografia parziale

### Attore

#### Cinema
- The Meteor Man, regia di Robert Townsend (1993)
- Ci vediamo venerdì (Friday), regia di F. Gary Gray (1995)
- Un ragazzo veramente speciale (Don't Be a Menace to South Central While Drinking Your Juice in the Hood), regia di Paris Barclay (1996)
- La linea sottile tra odio e amore (A Thin Line Between Love and Hate), regia di Martin Lawrence (1996)
- Vita da principesse (B*A*P*S), regia di Robert Townsend (1997)
- Traffico di diamanti (Money Talks), regia di Brett Ratner (1997)
- The Players Club, regia di Ice Cube (1998)
- Le riserve (The Replacements), regia di Howard Deutch (2000)
- Made - Due imbroglioni a New York (Made), regia di Jon Favreau (2001)
- Blue Crush, regia di John Stockwell (2002)
- Wonderland, regia di James Cox (2003)
- The Fighting Temptations, regia di Jonathan Lynn (2003)
- Elf - Un elfo di nome Buddy (Elf), regia di Jon Favreau (2003)
- Corri o muori (Ride or Die), regia di Craig Ross Jr. (2003)
- Torque - Circuiti di fuoco (Torque), regia di Joseph Kahn (2004)
- Animal - Il criminale (Animal), regia di David J. Burke (2005)
- Baciati dalla sfortuna (Just My Luck), regia di Donald Petrie (2006)
- Idlewild, regia di Bryan Barber (2006)
- Who's Your Caddy?, regia di Don Michael Paul (2007)
- Un nuovo marito per mamma (The Perfect Holiday), regia di Lance Rivera (2007)
- L'isola delle coppie (Couples Retreat), regia di Peter Billingsley (2009)
- Tre all'improvviso (Life As We Know It), regia di Greg Berlanti (2010)
- White T, regia di Lance Frank (2013)
- Tell, regia di J.M.R. Luna (2014)
- Brotherly Love, regia di Jamal Hill (2015)
- Grow House, regia di DJ Pooh (2017)
- Nonno questa volta è guerra (The War with Grandpa), regia di Tim Hill (2020)
- Block Party, regia di Dawn Wilkinson (2022)
- Back on the Strip, regia di Chris Spencer (2023)
- The Last Stop in Yuma County, regia di Francis Galluppi (2023)

#### Televisione
- The Parent 'Hood – serie TV, 67 episodi (1995-1998)
- Play'd: A Hip Hop Story, regia di Oz Scott – film TV (2002)
- The Big House – serie TV, 6 episodi (2004)
- Raven (That's So Raven) – serie TV, episodio 2x13 (2004)
- All You've Got - Unite per la vittoria (All You've Got), regia di Neema Barnette – film TV (2006)
- C'è sempre il sole a Philadelphia (It's Always Sunny in Philadelphia) – serie TV, episodio 3x02 (2007)
- My Name Is Earl – serie TV, episodio 4x24 (2009)
- Black-ish – serie TV, episodi 2x09-3x15 (2015, 2017)
- Step Up: High Water – serie TV, 30 episodi (2018-2022)

### Doppiatore
- Grand Theft Auto: San Andreas – videogioco (2004)
- Il signore dello zoo (Zookeeper), regia di Frank Coraci (2011)

## Discografia

### Album
- 2006 – Faizon Rules

### Album live
- 2015 – Faizon Love Live
- 2020 – Live From Portland